# Gert Schilling
Gert Schilling (* 1945 in Bad Frankenhausen) ist ein deutscher Politiker (SPD). Er war von 1990 bis 2000 Bürgermeister des Berliner Stadtbezirks Weißensee.

## Leben
Schilling legte im Jahr 1963 das Abitur ab und studierte Elektrotechnik und Elektronik in Magdeburg und an der Humboldt-Universität zu Berlin mit dem Abschluss als Diplom-Ingenieur. Von 1967 bis 1990 arbeitete er als Entwicklungsingenieur. Der evangelische Christ fand im Jahr 1987 über die Kirche zur politischen Arbeit und trat kurz nach dem Gründungsaufruf dem Neuen Forum bei. Im November 1989 wechselte er in die damalige SDP und war bis zu den Kommunalwahlen 1990 aktiver Mitstreiter am Runden Tisch des Stadtbezirks.
Am 31. Mai 1990 wurde er auf Vorschlag der SPD als erster frei gewählter Bürgermeister nach der Wende in Weißensee gewählt (Nachfolger des amtierenden Bürgermeisters Dietmar Tuschy). Dieses Amt übte er bis zur Auflösung des Bezirkes im Dezember 2000 aus. Zum 1. Januar 2001 wurde der Bezirk Weißensee mit dem Bezirk Prenzlauer Berg sowie dem alten Bezirk Pankow zum neuen Bezirk Pankow zusammengeschlossen.
Seit Gründung der „Albert-Schweitzer-Stiftung für pflegebedürftige und ältere Menschen“ im Jahr 1997 ist er Vorstandsvorsitzender der Stiftung.